# Колібрі-іскринка оливковий
Колі́брі-іскри́нка оливковий (Chaetocercus berlepschi) — вид серпокрильцеподібних птахів родини колібрієвих (Trochilidae). Ендемік Еквадору. Вид названий на честь німецького орнітолога Ганса фон Берлепша.

## Опис
Довжина птаха становить 6—7 см. У самців верхня частина тіла темно-зелена, блискуча, за очима вузькі білі смуги, які ідуть до грудей. Горло яскраво-фіолетове, блискуче, решта нижньої частини тіла біла, з боків зелена, на грудях зелена смуга. Хвіст роздвоєний. У самиць горло охристе і хвіст охристі, центральні стернові пера у них зелені з чорною смугою на кінці. Дзьоб короткий, прямий, чорний.

## Поширення і екологія

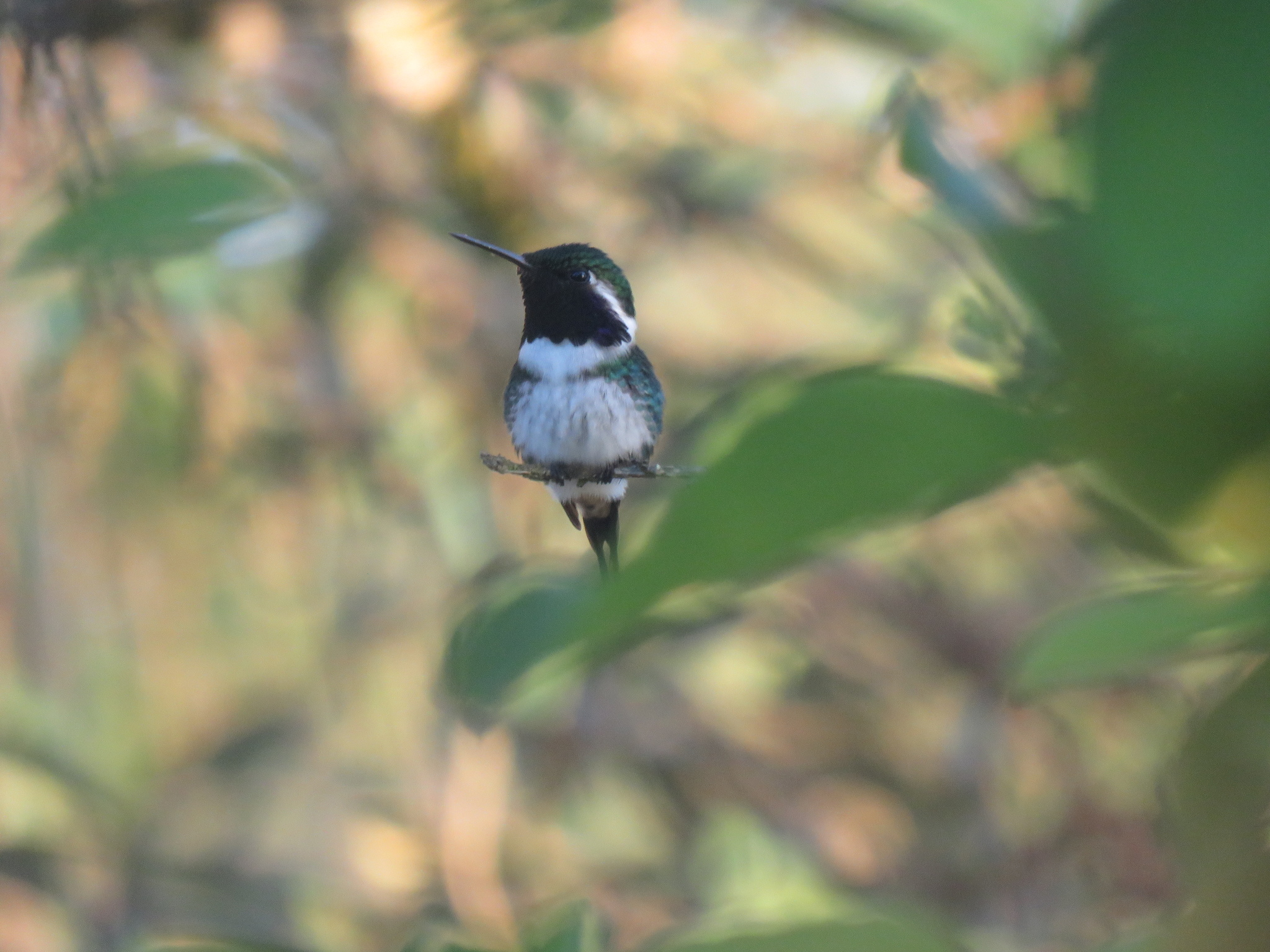
Оливковий колібрі-іскринка

Оливкові колібрі-іскринки мешкають в прибережних районах на заході Еквадору, в провінціях Есмеральдас, Манабі і Санта-Елена, зокрема в національному парку Малачілілья та в долині річки Аямпе. Вони живуть у вологих рівнинних тропічних лісах та на узліссях, переважно на висоті від 50 до 350 м над рівнем моря.
Оливкові колібрі-іскринки живляться нектаром квітучих рослин, зокрема Kohleria spicata, Cornutia pyramidata, Psychotria hazennii і Razisea cf. ericae. Сезон розмноження у них триває з листопада по квітень. Гніздо чашоподібне, робиться з рослинних волокон, рослинного пуху, павутиння і лишайників, розміщується на верхівках невеликих мертвих дерев, на висоті 5 м над землею. В кладці 2 білих яйця.

## Збереження
МСОП класифікує цей вид як вразливий. За оцінками дослідників, популяція оливкових колібрі-іскринок становить від 1000 до 3000 птахів. Їм загрожує знищення природного середовища.